# Desnudo reclinado de espaldas
Desnudo reclinado de espaldas es un cuadro creado por el pintor italiano Amedeo Modigliani en 1917. Este óleo sobre lienzo de formato horizontal es un desnudo que representa a una mujer de cabello corto castaño oscuro mirando hacia el espectador con ojos de cuencas totalmente azules, mientras permanece recostada boca abajo ocupando la composición en diagonal. La obra se encuentra alojada en la Fundación Barnes, Filadelfia, Pensilvania, Estados Unidos.
Pertenece a una serie de desnudos reclinados que realizó a lo largo de 1916 a 1918, donde combinó dos tradiciones: los rostros tratados como máscaras se inspiran en la escultura africana, mientras el cuerpo lánguido y sensual presenta la influencia de los maestros antiguos europeos, como Tiziano y Boucher.